# Волинське родовище топазу
Волинське родовище топазу розташоване біля смт. Хорошів в Житомирській області.

## Характеристика
Складається воно з топазо-моріонових пегматитів камерного типу в рапаківівидних гранітах східної частини Коростенського плутону. Найбільші кристали топазу тут зустрічаються в заноришах пегматитів. Саме в таких заноришах було знайдено унікальні кристали топазу вагою 69 кг (1955 р.), 113 і 117 кг (1969 р.). Зустрічаються топази також в пегматоїдній і польовошпатовій зонах пегматиту (здебільшого як включення в моріоні). Колір топазів різний: білий, світло-сірий, рожевий до червоного, світло-блакитний до блакитного, синій, світло-жовтий, густий винно-жовтий. Іноді окремі кристали поліхромні — блакитні і рожеві. Бувають безбарвні кристали. Топази цього родовища видобувають для ювелірної промисловості попутно з іншою мінеральною сировиною.